# Galléros avarszöcske
A galléros avarszöcske (Pholidoptera fallax) a fürgeszöcskék családjába tartozó, Európában honos szöcskefaj.

## Megjelenése
A galléros avarszöcske testhossza a hím esetében 15-18 mm, a nőstény 17-23 mm, ehhez járul a 11-13 mm-es tojócső. Testalkata zömök, ami miatt lábai hosszabbnak tűnnek. Alapszíne világos- vagy szürkésbarna, néha vörösesbarna, hasi oldala sárgás. A torpajzs oldala sötétbarna vagy feketés, de alsó és hátsó szélén széles világos csík fut. Szárnya csökevényes: a hím szárnya fele olyan hosszú mint a torpajzs, a nőstény szárnya nem látszik ki alóla. A hím cerkuszai (potrohfüggelékei) enyhén befelé ívelők, és közepén egy kis belső fog található rajtuk. A nőstény tojócsöve hosszú, a vége felé sötétedő, felfelé ívelő, de nem olyan erősen, mint a szürke avarszöcske esetében.
Ciripelése közepesen erős; egyenletes, rövid cirpelések sorozatából áll, melyet 1-2 másodperces szünetekkel ismétel. Hasonlít a szürke avarszöcske énekére.

### Hasonló fajok
A szürke avarszöcske, a nagy avarszöcske, a bujkáló avarszöcske és az erdélyi avarszöcske hasonlít hozzá.

## Elterjedése
Európában honos az Alpoktól délre: Olaszországban, a Kárpát-medencében és a Balkánon. Magyarországon a hegy- és dombvidékeken él; elterjedt, de viszonylag ritka faj. 

## Életmódja
Melegkedvelő; napos, száraz erdőszéleken, tisztásokon, cserjésekben, bokorerdőkben fordul elő, Dél-Európában a hegyvidékek félszáraz gyepeiben is megtalálható. Kertekben, parkokban, utcai sövényeken is előfordulhat. 
Kifejlett példányaival júliustól novemberig találkozhatunk. Nappal és éjszaka is aktív lehet. Mindenevő, növényi és állati eredetű táplálékot is fogyaszt. A hímek gyakran a fűszálakon, gallyakon fejjel lefelé kapaszkodva ciripelnek. A nőstények a talajba rakják petéiket ahol egyszer vagy kétszer áttelelnek, majd májusban kelnek ki belőlük a lárvák. 

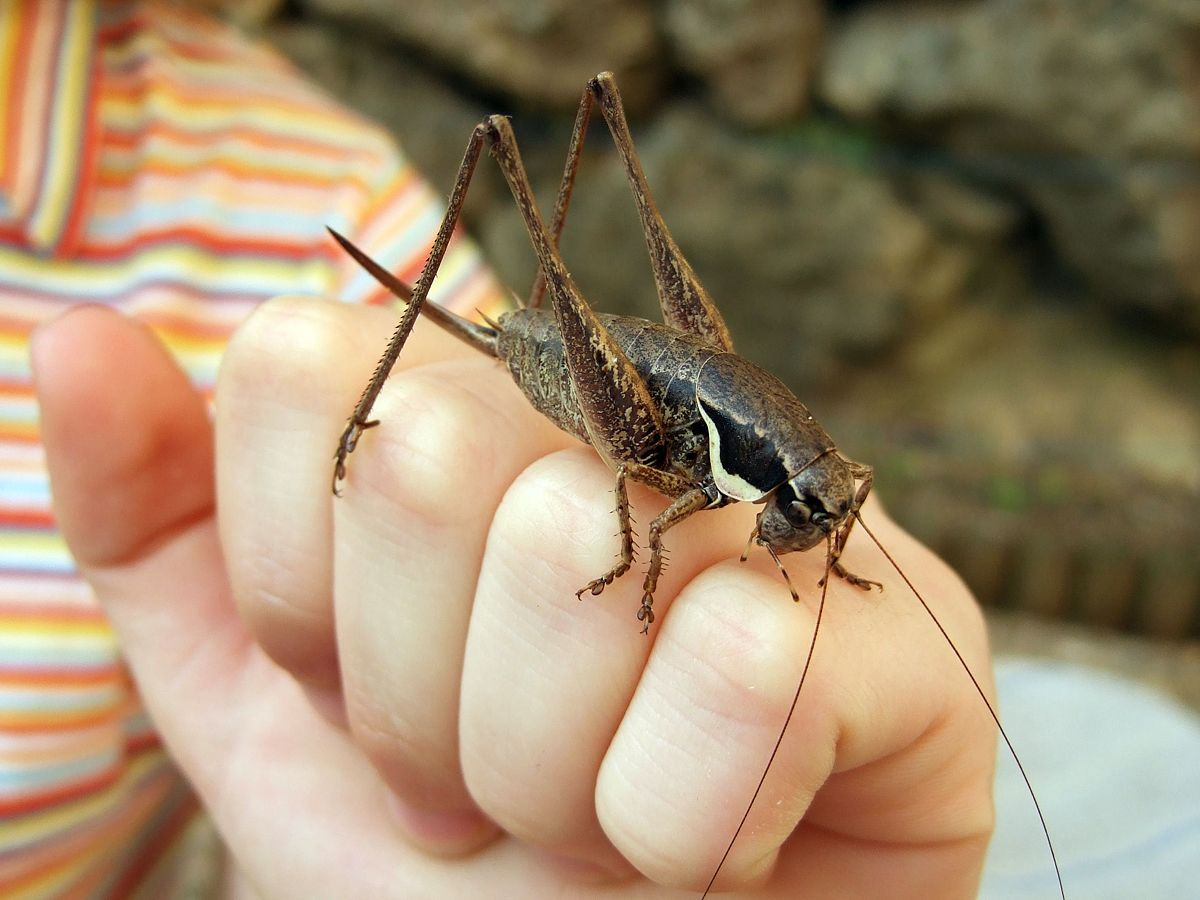
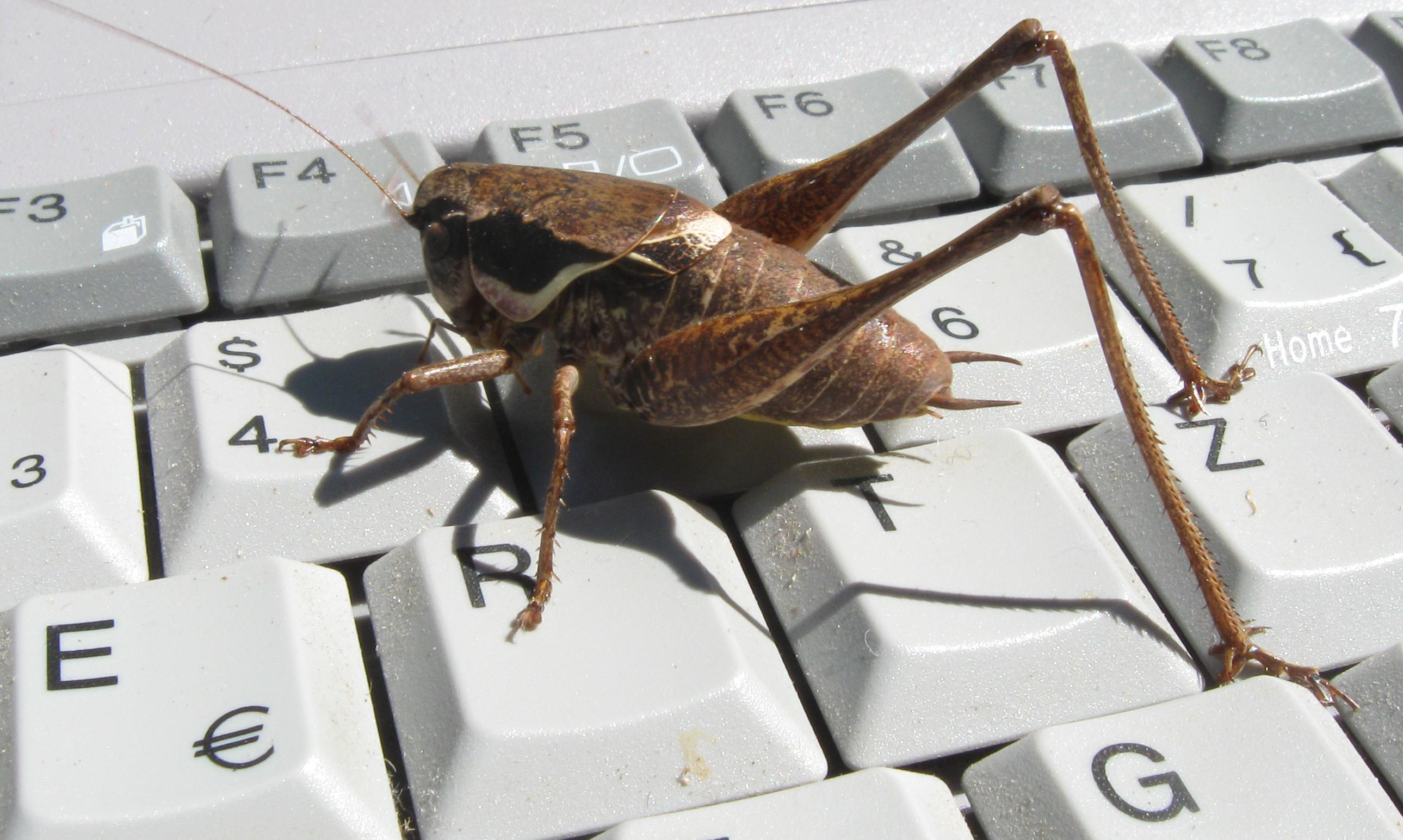

Magyarországon nem védett.